# The Sun Don't Lie
Albums de Marcus Miller
Marcus Miller
(1984) Tales
(1995)
The Sun Don't Lie est le troisième album solo du bassiste et compositeur américain Marcus Miller.
Cet album tranche avec les deux premiers albums (Suddenly et Marcus Miller), plutôt orientés Pop et Jazz-funk.
The Sun Don't Lie reprend les idées de ses précédentes collaborations avec le trompettiste Miles Davis, notamment sur l'album Tutu que Marcus Miller avait produit en 1986, avec un jazz fusion influencé de soul, de funk, de rock et de nu jazz. Miles Davis participe d'ailleurs à l'enregistrement de cet album, où son style imprègne le morceau Rampage. D'autres musiciens et compositeurs de renom ont collaboré à cet album : David Sanborn, Paul Jackson, Jr., Lenny White et Wayne Shorter.
Miles Davis décède en 1991; Marcus Miller lui dédicace cet album ainsi que la dernière piste, King Is Gone.

## Liste des pistes
Tous les morceaux sont composés par Marcus Miller, hormis ceux indiqués entre parenthèses.
1. Panther - 6:02
2. Steveland - 7:21
3. Rampage - 5:48
4. Sun Don't Lie - 6:29
5. Scoop - 5:59
6. Mr. Pastorius - 1:25
7. Funny (All She Need Is Love) (Marcus Miller, Boz Scaggs) - 5:26
8. Moons - 4:52
9. Teen Town (Jaco Pastorius) - 4:55
10. Juju (Miller, Wayne Shorter) - 6:03
11. King Is Gone (For Miles) - 6:05

## Musiciens
- Percussions, Conga : Don Alias, Paulinho Da Costa, Lenny White, Steve Thornton
- Batterie : Poogie Bell, Will Calhoun, Tony Williams, Michael White
- Guitares : Dean Brown, Hiram Bullock, Jonathan Butler, Paul Jackson, Jr., Vernon Reid
- Trompette : Miles Davis, Sal Marquez, Michael "Patches" Stewart
- Batterie, Charleston, Grosse caisse : Steve Ferrone
- Saxophone alto : Kenny Garrett, David Sanborn
- Saxophone alto et Saxophone soprano : Everette Harp
- Saxophone ténor et Saxophone soprano : Wayne Shorter
- Saxophone ténor : Kirk Whalum
- Batterie, Cymbales : Omar Hakim
- Clarinette basse, Guitare basse, Guitare rythmique, Claviers, programmeur, producteur, ingénieur du son : Marcus Miller
- Steel drum : Andy Narell
- Programmeur : Eric Persing
- Claviers : Philippe Saisse, Christian "Wicked" Wicht
- Piano : Joe Sample
- Sampling : Maurice White